# الجبهة القوقازية (الإمبراطورية الروسية)

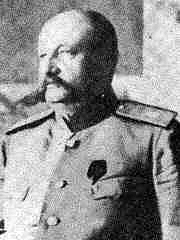

جبهة القوقاز (بالروسية : Кавказский фронт) كانت وحدة كبيرة من الجيش الإمبراطوري الروسي خلال الحرب العالمية الأولى. أُنشئت في أبريل 1917، بعد إعادة تنظيم الجيش الروسي القوقازي.
ينظر التاريخ العسكري الروسي إلى حملة القوقاز والحملة الفارسية كمسرحين منفصلين في الحرب العالمية الأولى، على حد سواء هذه الحملات كانت تحت سيطرة الأولى ايلاريون فورونتسوف-داشكوف ثم نيكولاي يودينيش.
تقول مصادر غربية أن هذه الحملات تقوم بها قوات مختلفة في منطقة الشرق الأوسط في الحرب العالمية الأولى، هذا المنظور يعود أيضا إلى الأنشطة العسكرية العثمانية. حيث انخرط الجيش الثالث في حملة القوقاز الجيش الثاني في الحملة الفارسية.